# Grevinden på tredje
Grevinden på tredje er en dokumentar af Per Wennick fra 1996 om Erna Hamilton.
Dokumentaren blev første gang udsendt d. 16. oktober 1996.